# ティモシー・ロウ
ティモシー・ロウ（Timothy Rowe, 1952年 - 2005年2月12日）は、アメリカの指揮者。
ヴァーモント州のミドルベリー大学を卒業後、ワシントンのマディソン大学でロバート・フォンテインに指揮法を学ぶ。スミソニアン協会の音楽担当講師を経て、1981年にアマデウス・ヤング・アーティスツ・プログラムを立ち上げ、アマデウス管弦楽団を組織。このオーケストラとバージニア州グレートフォールズで定期的に演奏会を開いたが、シェナンドー郡の未舗装の路上で死体が発見された。